# Pontypool
Pontypool (wal. Pont-y-pŵl) – miasto w Wielkiej Brytanii w południowo-wschodniej Walii. Jest ośrodkiem administracyjnym hrabstwa miejskiego Torfaen. Liczy ok. 36 tys. mieszkańców.
W mieście rozwinął się przemysł metalowy, chemiczny oraz szklarski.